# 이누야마유엔역
이누야마유엔역(일본어: 犬山遊園駅)은 일본 아이치현 이누야마시에 위치한 나고야 철도 이누야마 선의 철도역이다. 역 번호는 IY 16이며, 상대식 승강장 2면 2선의 구조를 갖춘 지상역이다.

## 타는 곳
| 1 | ■ 이누야마 선 | 하행 | 신우누마 · 가카미가하라선 직통 미카키노 · 신나카 · 메이테쓰기후 방면         |
| 2 | ■ 이누야마 선 | 상행 | 이누야마 · 메이테쓰나고야 · 도요하시 · 주부코쿠사이쿠코 · 고와 · 신카니 방면 |

## 이용 현황
- 2013년 기준 : 1,502명

## 역 주변
- 이누야마성
- 메이테쓰 이누야마 호텔
- 이누야마 교

## 인접 역
| 나고야 철도 이누야마선              | 나고야 철도 이누야마선 | 나고야 철도 이누야마선       |
| ----------------------------------- | ---------------------- | ---------------------------- |
| IY 15 이누야마 비와지마 분기점 방면 | ■ 이누야마선           | 신우누마 IY 17 신우누마 방면 |